# Alau
Alau – gaun wikas samiti w środkowej części Nepalu w strefie Narajani w dystrykcie Parsa. Według nepalskiego spisu powszechnego z 2001 roku liczył on 997 gospodarstw domowych i 6942 mieszkańców (3348 kobiet i 3594 mężczyzn).